# Игревский, Валерий Иванович
Валерий Иванович Игревский (13 октября 1926, д. Игревка, Холм-Жирковский район, Смоленская область, РСФСР — 4 августа 2016, Москва, Российская Федерация) — советский государственный деятель, заместитель министра геологии СССР (1966—1980), первый заместитель министра нефтяной промышленности СССР (1980—1988), нефтяник, изобретатель.

## Биография
Родился в семье служащего. Учиться начал в первом классе в Башкирии и там же окончил полную среднюю школу в мае 1943 г. с отличным аттестатом (Вестник ЦКР Роснедра, №2, 2009, oilvestnik.ru/172.html).
В 1943 г. поступил на факультет «нефтепромысловое дело» в Московский ордена Трудового Красного Знамени нефтяной институт им. академика И.М. Губкина .
В 1944 г. проходил производственную практику на Кинзебулатовском месторождении нефти (Ишимбай). Впоследствии, будучи первым заместителем министра нефтяной промышленности СССР  не раз посещал Ишимбай и оказывал всевозможную помощь ишимбайским буровикам (А.Сагадеев. Им памятник - наш город// газ. Восход, 19 августа 2014, №127-128 (12867-868). С.2).
- 1949—1950 гг. — инженер, старший инженер, начальник участка разведочного бурения треста «Татарнефть»,
- 1950 г. — начальник производственно-технического отдела Конторы бурения,
- 1951—1956 гг. — заместитель начальника управления по бурению, начальник отдела бурения объединения «Татнефть»,
- 1956—1960 гг. — управляющий трестом «Альметьевбурнефть» Татарского Совнархоза,
- 1960—1962 гг. — главный специалист отдела тяжелой промышленности Госэкономсовета СССР,
- 1963—1964 гг. — начальник отдела нефтяной и газовой промышленности Госплана СССР,
- 1964—1965 гг. — заместитель председателя Государственного геологического комитета СССР,
- 1966—1980 гг. — заместитель министра геологии СССР,
- 1980—1988 гг. — первый заместитель министра нефтяной промышленности СССР,
- 1989—1991 гг. — советник председателя Государственного комитета Совета Министров СССР по науке и технике.

С 1992 г. — советник вице-президента РАН по нефтяной и газовой геологии, добыче нефти и газа.
В 1964—1992 гг. — заместитель председателя Научно-технического совета по сверхглубокому бурению Госкомитета по науке и технике.
Один из крупнейших в мире специалистов по ликвидации мощных нефтегазовых аварийных фонтанов (Валерию Ивановичу Игревскому — 75 лет!//Геология нефти и газа — 2001 — № 05). Доктор технических наук. Окончил Московский нефтяной институт (1949), аспирантуру и докторантуру. Действительный член и почетный академик Российской академии естественных наук (1995), действительный член Международной академии топливно-энергетического комплекса. Член редакционного совета журнала «Нефтяник Татарии» (1954—1960). Заместитель главы советской делегации на переговорах в ООН по морскому праву, председатель центральной секции по нефти и газу, геологии, геодезии и картографии Всесоюзного общества изобретателей и рационализаторов страны, член ученого совета МИНХ и ГП им. И. М. Губкина по присуждению кандидатских и докторских степеней, председатель государственной комиссии Университета дружбы народов им. Патриса Лумумбы по присуждению званий магистра в области геологоразведочных и горных специальностей (Валерию Ивановичу Игревскому — 75 лет!//Геология нефти и газа — 2001 — № 05).

## Изобретения
Имеет свыше 20 свидетельств на изобретения. Среди них
- Элеватор для спуско-подъема бурильных труб. (Патент SU 612001).
- Способ извлечения неоднородной многофазной среды из скважины (Патент SU 1831593).
- Газовый сепаратор (Патент SU 1161694).
- Механизм удержания буровой колонны (Патент SU 505790).
- Насосно-эжекторная установка (Патент SU 1749556).
- Буровое лопастное долото (Патент SU 469800).
- Самоориентирующийся забойный отклонитель гидравлический (Патент RU 2002025).

## Награды
- Орден Октябрьской Революции
- 4 Ордена Трудового Красного Знамени
- медали
- Орден «Звезда» II степени - (За ликвидацию в Афганистане аварийного фонтана в 1967 г.)
- лауреат Государственной премии СССР
- Серебряная медаль РАЕН им. Петра I (1996 г).

## Звания
- Заслуженный работник нефтяной и газовой промышленности РСФСР;
- Почетный разведчик недр;
- Почетный работник нефтяной и газовой промышленности СССР;
- Почетный работник газовой промышленности РФ;